# عضلة رغامية
العضلة الرغامية أو عضلة القصبة الهوائية (بالإنجليزية: Trachealis muscle)‏ هي عضلة ملساء تسد الفجوة بين الأطراف الحرة للغضروف الذي على شكل C عند الحافة الخلفية للقصبة الهوائية، بجوار المريء. 

## عمل العضلة
تتمثل الوظيفة الرئيسية لعضلة القصبة الهوائية في انقباض القصبة الهوائية، مما يسمح بطرد الهواء بقوة أكبر، على سبيل المثال، أثناء السعال. 